# Antonina crawi
Antonina crawi är en insektsart som beskrevs av Cockerell 1900. Antonina crawi ingår i släktet Antonina och familjen ullsköldlöss. Inga underarter finns listade i Catalogue of Life.